# Херкулес (компания)
Вижте пояснителната страница за други значения на Херкулес.
Херкулес е първата марка български автомобили.

## История
Георги Илчев поставя началото на каросерийна фабрика в село Аспарухово (днес квартал на Варна). Илчев е внасял в България автомобили от марките Шевролет, Форд и други автомобили. Построява своя собствена каросерийна фабрика в Аспарухово през 1936 г. Фабриката първоначално е представлявала коларска работилница. През следващите години започва и производството на каросерии на базата на американските шасита „Интернационал“. Илчев посещава няколко от най-развитите автобусни компании (Сетра и Икарус). Димитър Илчев проектира първите дизайнерски линии, (интериор и екстериор) на първите модели. Първият автобус, e произведен с така наречената „вагонна“ каросерия. Автобусите са пуснати в експлоатация в омнибусната служба във Варна. През 1937 г. се пуска и автобус по линията Варна – Бургас. Автобусите са представени на Международната мострена изложба във Варна.